# Régine Cavagnoud
Régine Cavagnoud (Thônes, 27 juni 1970 - Innsbruck, 31 oktober 2001) was een Franse alpineskiester. Ze brak relatief laat door: haar eerste internationale zege boekte ze op 28-jarige leeftijd.
In 2001 werd ze wereldkampioene op de Super-G in Sankt Anton (Oostenrijk); dat seizoen won ze ook de Wereldbeker in die discipline. In het algemeen wereldbekerklassement werd ze toen derde.
Op 29 oktober 2001 kwam ze zwaar in botsing met een Duitse trainer, Markus Anwander, tijdens een training op de Pitztaler Gletscher. Ze overleed twee dagen later in een ziekenhuis in Innsbruck aan de gevolgen van dat ongeval.

## Overwinningen in deWereldbeker Alpineskiën
| Datum            | Plaats            | Land       | Discipline   |
| ---------------- | ----------------- | ---------- | ------------ |
| 21 januari 1999  | Cortina d'Ampezzo | Italië     | Afdaling     |
| 23 januari 1999  | Cortina d'Ampezzo | Italië     | Super-G      |
| 19 november 1999 | Copper Mountain   | USA        | Reuzenslalom |
| 22 januari 2000  | Cortina d'Ampezzo | Italië     | Afdaling     |
| 15 maart 2000    | Bormio            | Italië     | Afdaling     |
| 6 december 2000  | Val d'Isère       | Frankrijk  | Super-G      |
| 13 januari 2001  | Haus im Ennstal   | Oostenrijk | Super-G      |
| 20 januari 2001  | Cortina d'Ampezzo | Italië     | Super-G      |
| 24 maart 2001    | Courchevel        | Frankrijk  | Reuzenslalom |